# Hilla Hofer
Hilla Hofer (* 16. Dezember 1914 in Berlin; † 1990) war eine deutsche Tänzerin, Bühnen- und Filmschauspielerin.

## Leben und Wirken
Hilla Hofer ging in einem Berliner Lyzeum zur Schule und erfuhr in den 1920er und frühen 1930er Jahren eine Tanz- und Schauspielausbildung. An den Reinhardt-Bühnen der frühen 1930er Jahre wurde sie ebenso eingesetzt wie in den Revuen Erik Charells (am Metropol-Theater). Als Soubrette sah und hörte man sie auch am Berliner Theater am Nollendorfplatz. Ab 1956 war Hilla Hofer Ensemblemitglied von Boleslav Barlogs Schloßpark- und Schillertheater, wo sie bis in die 1970er Jahre hinein blieb.
In den späten 1930er Jahren wurde die Künstlerin auch mehrfach für kleine und mittelgroße Rollen – anfänglich vornehmlich mit Tanzauftritten – vor die Kamera geholt. Nach dem Zweiten Weltkrieg war Hilla Hofer kaum mehr filmaktiv. Die Künstlerin war mit dem fast 20 Jahre älteren Berufskollegen Harald Paulsen verheiratet. Sie hatten einen Sohn, den Schauspieler Uwe Paulsen.

## Filmografie
- 1937: Die Fledermaus
- 1938: Diskretion – Ehrensache
- 1938: Die Nacht der Entscheidung
- 1938: Liebesbriefe aus dem Engadin
- 1938: Verwehte Spuren
- 1939: Männer müssen so sein
- 1939: Ehe in Dosen
- 1939: Flucht ins Dunkel
- 1939: Wir tanzen um die Welt
- 1941: Ehe man Ehemann wird
- 1948: Blockierte Signale
- 1957: Viktor und Viktoria
- 1959: Der Jugendrichter
- 1960: Der letzte Zeuge
- 1962: Die Kartothek (Fernsehfilm)
- 1969: Josefine, das liebestolle Kätzchen
- 1978: Ein Mann will nach oben (ZDF-Vierteiler)

## Hörspiele
- 1960: Günter Jannasck: Das Taubenhaus – Regie: Wolfgang Spier
- 1962: Jacques Audiberti, Hermann Moers: Die Frauen des Ochsen – Koll – Bearbeitung und Regie: Wolfgang Spier
- 1965: Georg Zivier: Titania-Palast. Lob- und Abgesang für ein Haus der bunten Sensationen – Regie: Alexander Pestel